# Pseudopaludicola
Pseudopaludicola és un gènere de granotes de la família Leptodactylidae que es troba a Sud-amèrica.

## Taxonomia
- Pseudopaludicola boliviana
- Pseudopaludicola canga
- Pseudopaludicola ceratophryes
- Pseudopaludicola falcipes
- Pseudopaludicola llanera
- Pseudopaludicola mineira
- Pseudopaludicola mirandae
- Pseudopaludicola mystacalis
- Pseudopaludicola pusilla
- Pseudopaludicola riopiedadensis
- Pseudopaludicola saltica
- Pseudopaludicola ternetzi